# Norman D’Amours

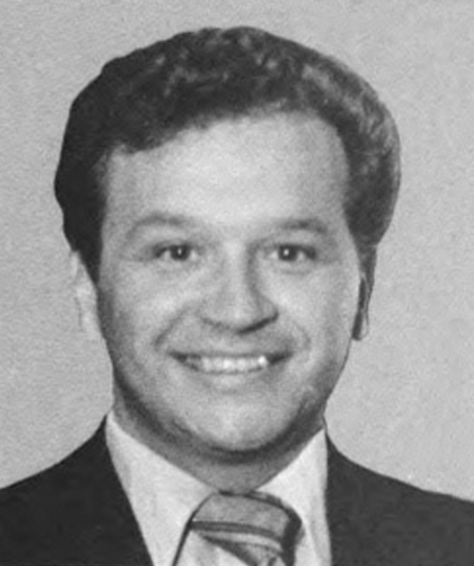
Norman D’Amours

Norman Edward D’Amours (* 14. Oktober 1937 in Holyoke, Hampden County, Massachusetts) ist ein ehemaliger US-amerikanischer Politiker. Zwischen 1975 und 1985 vertrat er den Bundesstaat New Hampshire im US-Repräsentantenhaus.

## Werdegang
Norman D’Amours besuchte die Grundschule in seinem Geburtsort Holyoke und danach die High School in Worcester. Bis 1960 war er am Assumption College, ehe er an der Boston University Jura studierte. Im Jahr 1963 wurde er als Rechtsanwalt zugelassen. Zwischen 1964 und 1967 diente D’Amours in der US-Armee. Zwischen 1966 und 1969 fungierte er als stellvertretender Attorney General von New Hampshire. Danach war er von 1970 bis 1972 Staatsanwalt in der Stadt Manchester.
D’Amours wurde Mitglied der Demokratischen Partei, deren regionale Parteitage in New Hampshire er in den Jahren 1970 und 1972 als Delegierter besuchte. Im Jahr 1972 war er auch Delegierter zur Democratic National Convention. 1974 wurde er im ersten Wahlbezirk von New Hampshire in das US-Repräsentantenhaus in Washington gewählt, wo er am 3. Januar 1975 die Nachfolge des Republikaners Louis C. Wyman antrat. Nach vier Wiederwahlen konnte D’Amours bis zum 3. Januar 1985 insgesamt fünf Legislaturperioden im Kongress absolvieren.
Im Jahr 1984 trat er nicht zur Wiederwahl an. Stattdessen kandidierte er erfolglos für den Senat der Vereinigten Staaten: Mit nur 40,1 Prozent der Stimmen unterlag er dem republikanischen Amtsinhaber Gordon J. Humphrey (58,8 Prozent) deutlich. Anschließend arbeitete D’Amours als Anwalt in der Bundeshauptstadt Washington. Im Jahr 1992 bewarb er sich erfolglos um die Nominierung seiner Partei für die Gouverneurswahlen. Zwischen 1993 und 2000 war D’Amours Vorsitzender der National Credit Union Administration. Heute lebt er in Manchester.